# Aiko Onozawa
Aiko Onozawa (en japonès 小野沢 愛子 Onozawa Aiko; Nakano, Kanagawa, 19 d'agost de 1945) va ser una jugadora de voleibol japonesa que va competir durant la dècada de 1960.
El 1968 va prendre part en els Jocs Olímpics de Ciutat de Mèxic, on guanyà la medalla de plata en la competició de voleibol.